# Heterachthes annulicornis
Heterachthes annulicornis là một loài bọ cánh cứng trong họ Cerambycidae.